# Decorah
Decorah is een plaats (city) in de Amerikaanse staat Iowa, en valt bestuurlijk gezien onder Winneshiek County.

## Demografie
Bij de volkstelling in 2000 werd het aantal inwoners vastgesteld op 8172. In 2006 is het aantal inwoners door het United States Census Bureau geschat op 8080, een daling van 92 (-1,1%).

## Geografie
Volgens het United States Census Bureau beslaat de plaats een oppervlakte van 16,7 km², waarvan 16,6 km² land en 0,1 km² water. Decorah ligt op ongeveer 268 m boven zeeniveau.

## Plaatsen in de nabije omgeving
De onderstaande figuur toont nabijgelegen plaatsen in een straal van 24 km rond Decorah.

## Geboren
- Mark Pinter (7 maart 1950), acteur